# Марія-Анна П'єретта Польз

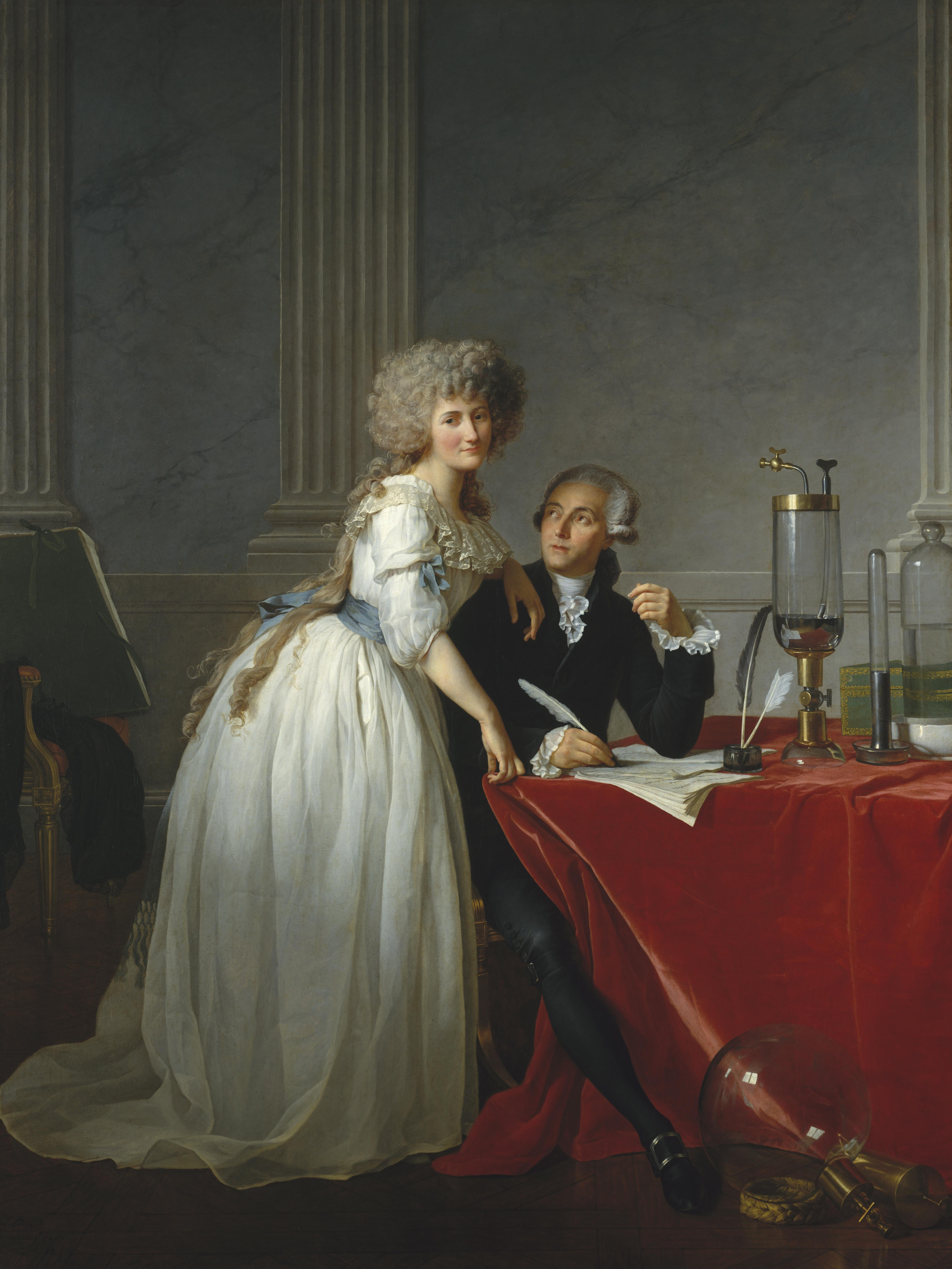
Портрет пана і пані Лавуазьє, робота Ж.-Л. Давида, 1788 (Метрополітен-музей)

Марія-Анна П'єретта Польз (фр. Marie-Anne Pierrette Paulze; 1758–1836) — французька художниця, хімік, наукова перекладачка. Дружина Антуана Лорана Лавуазьє (в першому шлюбі) та Бенджаміна Томпсона, графа Румфорда (у другому). Відома як асистентка Лавуазьє та ілюстраторка його праць.

## Ранні роки
Народилася 20 січня 1758 року в родині заможного паризького буржуа Жака Польза (Jacques Paulze, sieur de Chasteignolles). Мати Клодін, уроджена Тойне (Claudine Thoynet Paulze), була племінницею абата Жозефа Терре, який став в 1769 році генеральним контролером (міністром) фінансів і одним з наймогутніших людей королівства. В обов'язки Терре входив також нагляд за діяльністю Генерального відкупу. Мати померла в 1761 році, залишивши після себе трирічну Марію-Анну та двох синів. Після смерті матері Марію-Анну віддали в пансіон при монастирі, де вона отримала формальну освіту.

## Шлюб з Лавуазьє

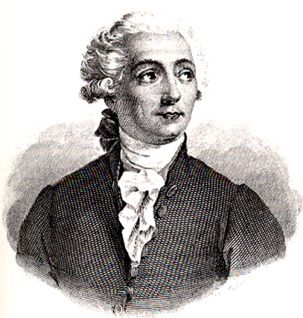
Антуан Лоран Лавуазьє

Після досягнення нею віку тринадцяти років батько отримав пропозицію про шлюб від графа Д'Амерваля (d'Amervale), якому було майже 50 років. Польз на той час став директором Генерального відкупу і директором Ост-Індської компанії. Граф мав скандальну репутацію, був вкрай обмежений у коштах і сподівався за рахунок багатого приданого поправити справи. Наміри Д'Амерваля підтримувалися двоюрідним дідом Терре. Жак Польз намагався заперечувати проти подібного шлюбу дочки і зайняв спочатку вичікувальну позицію. Але Терре наполягав, і тоді батько направляє йому ввічливий за формою, але жорсткий по суті лист, який закінчується словами: «Моя дочка не любить його, і я не можу зробити це проти її волі». Розгніваний Терре пригрозив Пользу звільненням з посади директора, однак проти цього повстали інші члени Генерального відкупу.
У будинку Польза частим гостем був його помічник Антуан Лоран Лавуазьє, якого пов'язувала з Марією-Анною взаємна симпатія. Молоді люди не тільки грали в салонні ігри, але і розмовляли на теми геології, хімії і астрономії. Щоб зірвати небажаний шлюб, Польз пропонує Лавуазьє одружитися з дочкою. Лавуазьє погодився і шлюбний контракт був підписаний 4 грудня 1771 року: Жак Польз дав у придане 80 тисяч ліврів протягом шести років, з яких 21 тисячу готівкою. Очевидно, що фінансові питання не мали для Лавуазьє особливого значення: він уже мав у цей час власний капітал у 170 тисяч ліврів та отримав від батька 250 тисяч; нарешті, Генеральний відкуп давав йому до 20 тисяч ліврів за рік. Дізнавшись про заручини, Терре не став опиратися: вінчання відбулося 16 грудня в його домашній церкві. Лавуазьє було 28 років, Марії-Анні — неповних 14. Молода пара стала жити в будинку батька Лавуазьє. Шлюб виявився щасливим, хоча і бездітним.

## Участь в наукових дослідженнях

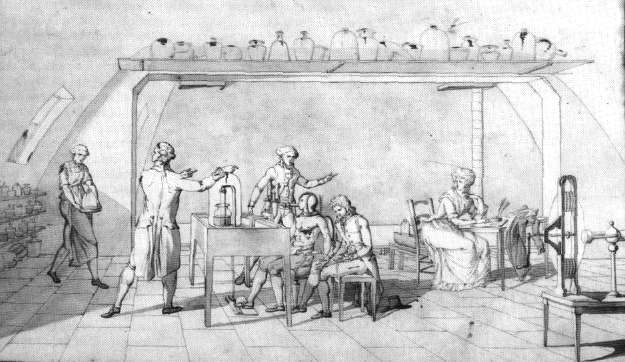
Досліди Лавуазьє по вивченню людського дихання (рисунок сепією Марії-Анни Польз)

Юну дружину цікавило все, чим займався її чоловік, особливо його хімічні дослідження. Лавуазьє, продовжуючи працювати в Генеральному відкупі, у 1775 році після коронації Людовика XVI був призначений одним з чотирьох директорів створеного управління порохів і селітр при Арсеналі. Тут же розташовувалися його нова квартира, бібліотека і лабораторія, з якої вийшли майже всі його хімічні роботи. День Лавуазьє був завантажений до межі: підйом о 5 ранку, з 6 до 9 робота в лабораторії, потім до полудня заняття справами відкупу, після чого він вирушав в Арсенал або в Академію наук. Увечері, після обіду, з 19 до 22 годин — знову дослідження в лабораторії або робота за письмовим столом. По суботах Лавуазьє спілкувався з друзями, колегами та учнями. Лабораторія Лавуазьє була одним з головних наукових центрів Парижа того часу. У ній сходилися представники різних галузей для обговорення наукових питань, сюди ж приходили і початківці, які вчитися у Лавуазьє. Ці щотижневі зустрічі дозволяли Марії-Анні бути в курсі останніх новин науки.
Марія-Анна стала брати уроки хімії у Жана Батіста Мішеля Буке, друга Лавуазьє, одного з перших французьких вчених, які здійснили «хімічну революцію». Вона вивчила англійську мову, щоб перекладати для чоловіка праці британських вчених Дж. Прістлі, Г. Кавендіша, Р. Кірвана та інших. Дві видані у Франції в її перекладі брошури Кірвана (зокрема «Нарис про флогістон і про конституцію кислот») Марія-Анна доповнила численними хімічними коментарями, в яких вказала на декілька допущених в роботі фактичних помилок. У 1777 році вона звернулася до свого брата з проханням дати їй уроки латинської мови, так як це може допомогти Лавуазьє в роботі.

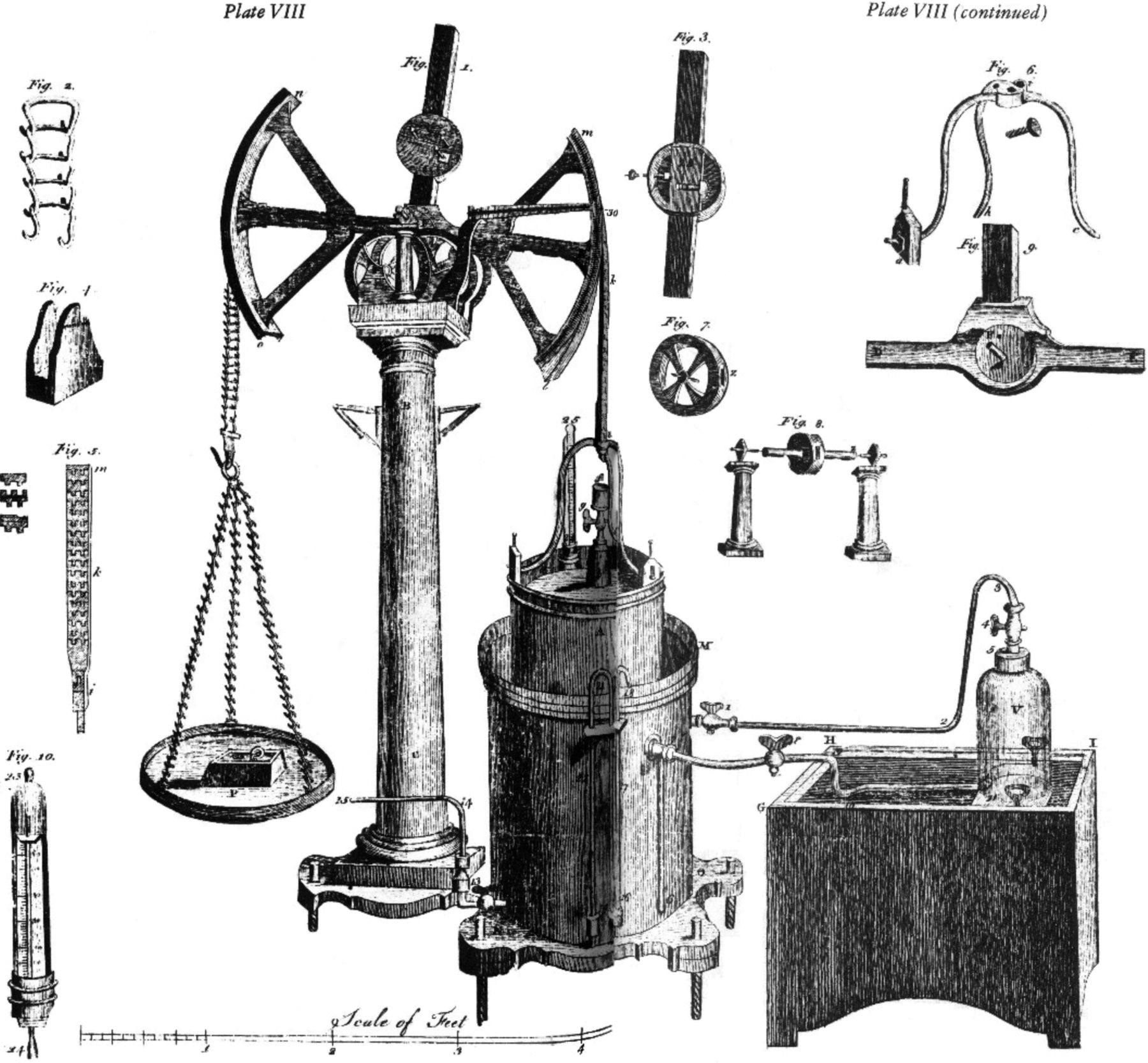
Ваги Лавуазьє для визначення маси реагентів і продуктів реакції (гравюра Марії Анни Польз в «Traité Élémentaire de Chimie»)

Марія-Анна почала брати активну участь в лабораторних роботах чоловіка, ставши його «правою рукою». Під час проведення експериментів Марія-Анна привлаштовувалася за невеликим столиком, записуючи всі результати і спостереження, висловлені Антуаном Лораном і його помічниками. Вона заносила в лабораторні щоденники також всі уривчасті записи, які її чоловік робив на оборотах листів, конвертах, гральних картах. У 1786 році Марія-Анна брала уроки малювання у знаменитого живописця Жака-Луї Давіда. Через деякий час вона власноруч виготовила 13 чудових гравюр для трактату «Traité Élémentaire de Chimie» («Елементи хімії», 1789 рік), підписавши їх Paulze Sculptis. Збереглися також її малюнки сепією з зображенням дослідів з дихання людини в лабораторії Арсеналу: крім Лавуазьє, на них зображені П'єр-Симон Лаплас і Арман Сеген. В обох сценах, «Людина в роботі» і «Людина в стані спокою», Марія Анна зображує себе на задньому плані в ролі секретаря.

У будинку Лавуазьє часто бували відомі іноземні вчені (Дж. Прістлі, Дж. Ватт, Б. Франклін тощо). Марія-Анна не тільки приймала гостей, але і, з огляду на надзвичайну зайнятість чоловіка, підтримувала з ними наукову переписку. Англійський письменник Артур Янг захоплювався Марією-Анною після відвідин будинку Лавуазьє 16 жовтня 1787 року: 
|  | Пані Лавуазьє, особа дуже освічена, розумна і жвава, приготувала нам сніданок по-англійськи; але найкраща частина її частування, без сумніву, її розмова, частиною про "Досвід про флогістон" Кірвана, частиною про інші предмети, які вона вміє передавати чудово цікаво. |

 Можна сказати, що мадам Лавуазьє стала невтомним пропагандистом нової хімії і успіхів свого чоловіка.

## Французька революція
Під час Французької революції, у листопаді 1793 року Лавуазьє, в зв'язку з його видатним місцем у Генеральному відкупі, звинувачений у зраді інтересів народу і заарештований разом з тестем Жаком Пользом і іншими відкупниками. 28 листопада 1793 року його помістили у в'язницю Пор-Лібр. Марія-Анна регулярно відвідувала заарештованих і боролася за їх звільнення. Вона відстоювала їхні інтереси перед Антуаном Дюпеном, колишнім відкупником, якого Національний конвент визначив обвинувачем у справі відкупу. Незважаючи на її зусилля, Лавуазьє і Польз були судимі, визнані винними в зраді та участі «в змові з ворогами Франції проти французького народу, що мав на меті викрасти у нації величезні суми, необхідні для війни з деспотами». Страта на гільйотині 28 колишніх генеральних відкупників відбулася 8 травня 1794 року в Парижі.
Незабаром після страти Лавуазьє до вдови з'явилися судові пристави, щоб описати наявні в будинку книги, меблі, предмети мистецтва і науковий інструментарій. Список зайняв 178 сторінок. У неї було конфісковано все майно і грошові кошти — від «диліжанса в англійському стилі» до «мідних терезів». Сама процедура вилучення затягнулася на декілька тижнів, оскільки проводилася різними фахівцями. В описі хімічного обладнання брали участь К. Л. Бертолле і Н. Леблан. Мадам Лавуазьє зайняла маленьку кімнату на першому поверсі, вікна якої виходили в невеликий сад. З обстановки їй залишили тільки дерев'яне ліжко, три плетених крісла і дві надщерблені порцелянові вази.
14 червня 1794 року, через місяць після страти батька і чоловіка, Марія Анна була заарештована за розпорядженням Комітету громадської безпеки і відправлена до в'язниці на вулиці Neuve des Capucines. Незабаром був заарештований і її давній коханець П'єр Самюель Дюпон. Як і багатьох, їх врятувало падіння Робесп'єра 27 липня 1794 року. 17 серпня 1794 року Комітет ухвалив рішення про її звільнення і повернення їй майна. Через декілька днів був звільнений і П'єр Самюель.

## Часи Директорії
Незважаючи на важке становище, Марія-Анна організувала видання праць Лавуазьє і його однодумців «Mémoires de Chimie» (1796—1799), що відображають нові хімічні погляди. Перший том містив статті про теплоту і утворення рідин, а другий присвячувався горінню, дослідженню повітря, прокаленню металів, дії кислот і складу води. Вона написала передмову, в якій звинувачувала в смерті чоловіка його колег. На її думку, вчені, які повинні були б виступити на захист Лавуазьє, нічого не зробили для його порятунку. Однак, ця передмова не була включена в остаточну публікацію. Проте, її зусилля закріпили роль Лавуазьє в створенні нової хімічної теорії.
Мадам Лавуазьє вела цілком світський спосіб життя. Її салон відвідували знамениті вчені Ж. Кюв'є, А. фон Гумбольдт, Ф. Араго, Ж. Біо, Лаплас тощо. Але вона припинила відносини з Фуркруа, де Морво і іншими колегами Лавуазьє, що належали в епоху терору до крайньої партії.

## Останні роки

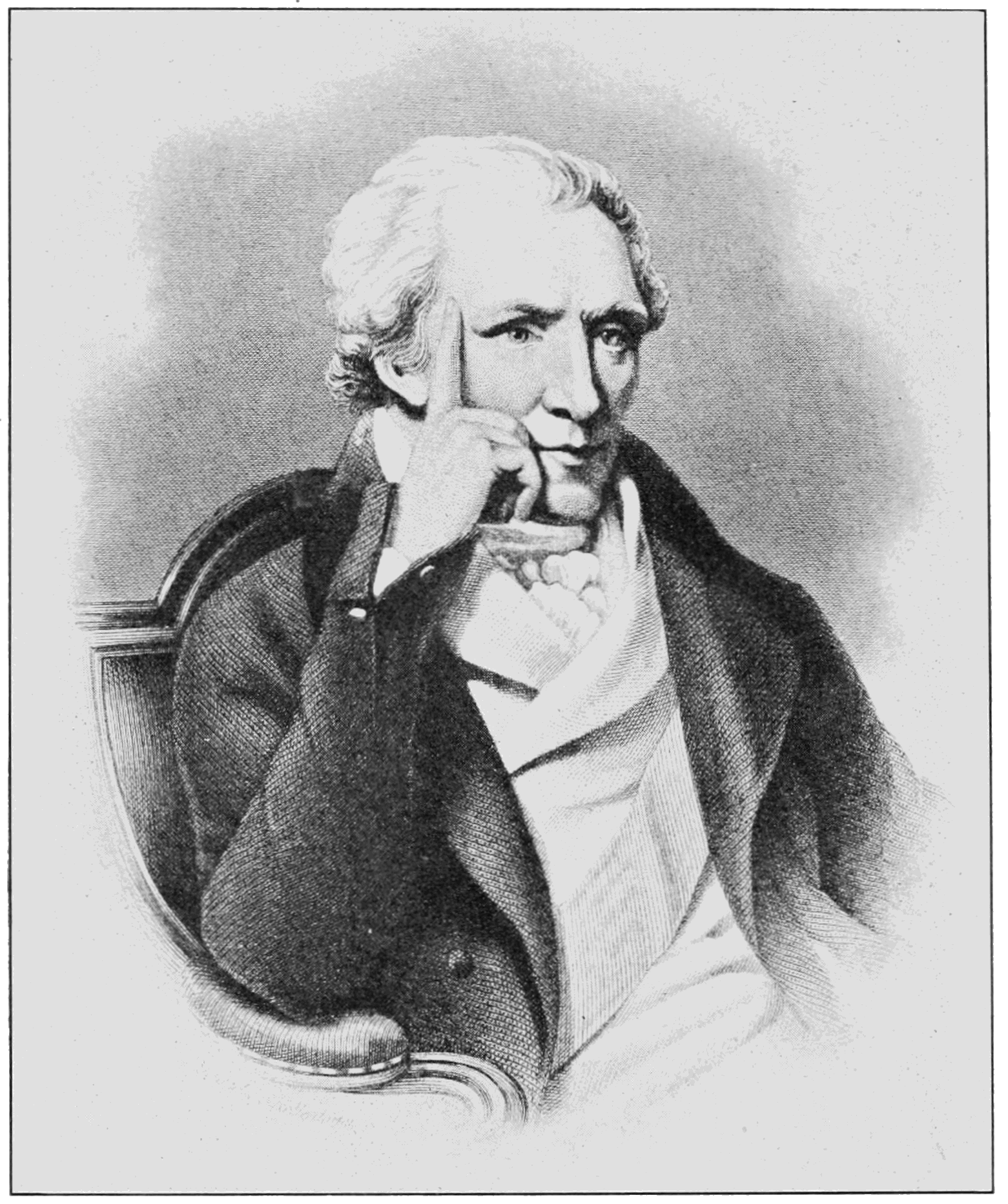
Бенджамін Томпсон, граф Румфорд

У 1801 році Марія-Анна познайомилася з Бенджаміном Томпсоном, графом Румфордом, авантюристом і талановитим фізиком. Румфорда підкорили її розум і чарівність. У 1803 році вони здійснили мандрівку по Баварії і Швейцарії . Після смерті першої дружини Румфорда вони одружилися 22 жовтня 1805 року. Однак шлюб цей не був щасливим. Характер графа був не з легких, до того ж його дратувала зайва, на його думку, самостійність і незалежність дружини. Так, Марія-Анна зберегла прізвище першого чоловіка (Madame Lavoisier de Rumford), демонструючи відданість його пам'яті.

Румфорд писав: 
|  | У мене є нещастя бути одруженим з однєю з найбільш владних, тиранічних, байдужих жінок, які коли-небудь існували, чия завзятість в досягненні мети дорівнює глибині витонченого лукавства, що обрамляє його |

Складні взаємини подружжя закінчилися розлученням у червні 1809 року. Румфорд погодився на розлучення. Останні 27 років життя Марія-Анна прожила одна, рідко з'являючись на людях. Проспер Меріме в листуванні згадує про «мадам Румфорд і її 150 кг тіла». Вона раптово померла в своєму паризькому будинку на вулиці д'Анжу Сент-Оноре (нині вулиця Лавуазьє) 10 лютого 1836 року у віці 78 років і похована на кладовищі Пер-Лашез.